# Nichola McAuliffe
Nichola McAuliffe (Surrey, 27 agosto 1955) è un'attrice, cantante e scrittrice britannica.
Per la sua performance in Kiss Me, Kate ha vinto il Laurence Olivier Award alla migliore attrice in un musical nel 1988.

## Filmografia parziale
- Victoria – serie TV, 3 episodi (2016)
- L'ispettore Barnaby (Midsomer Murders) – serie TV, episodio 23x04 (2003-2023)